# Verband (Straßenverkehr)

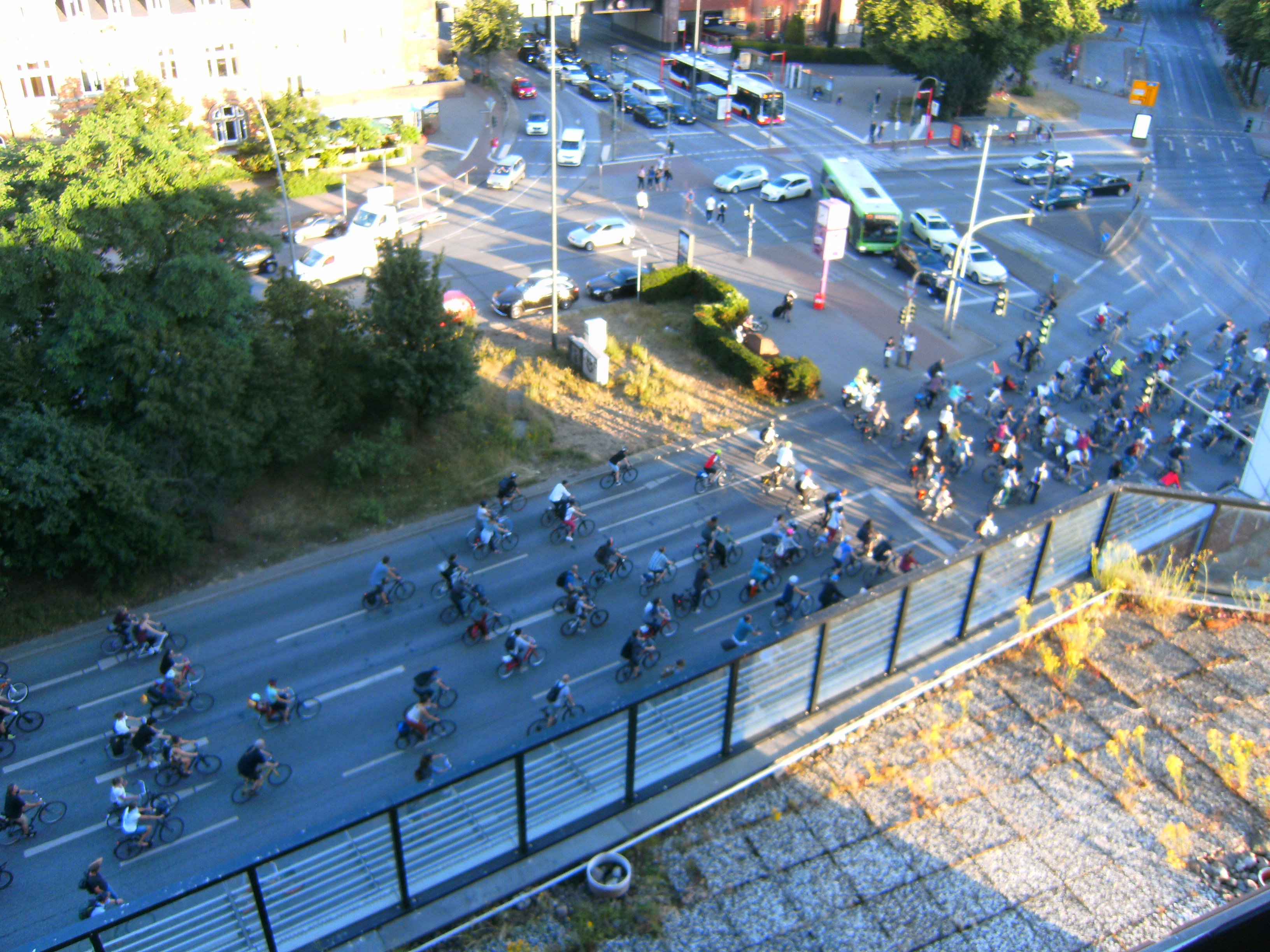
Critical Mass in Hamburg, 2019

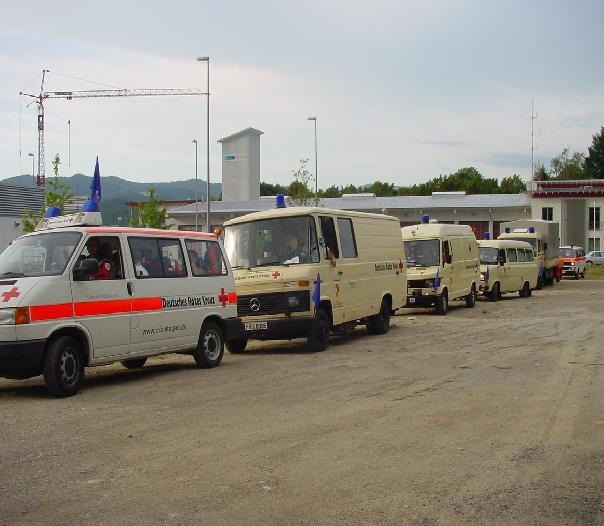
Marschverband einer Einsatzeinheit des DRK

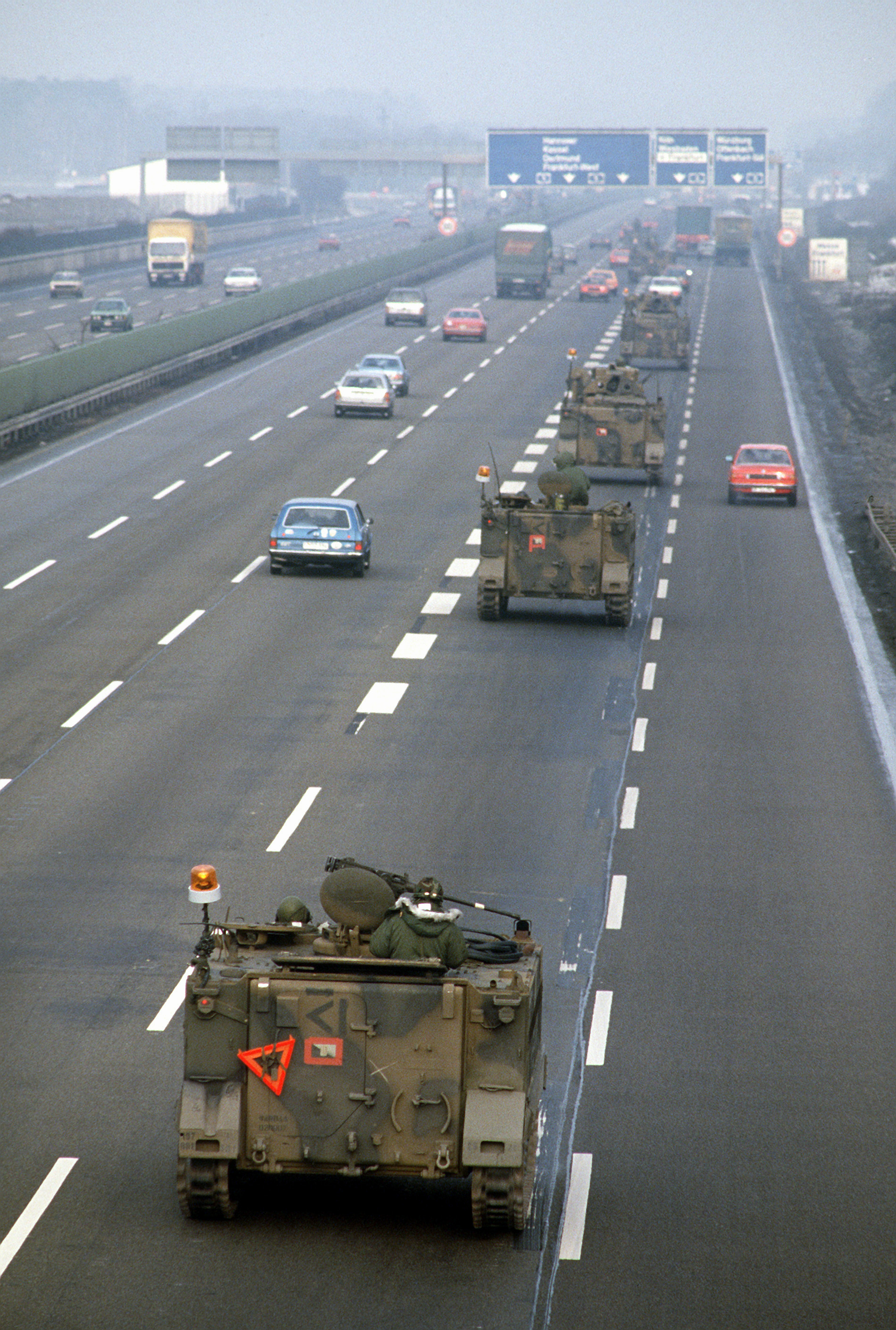
Kolonne von US-Panzern während eines Manövers

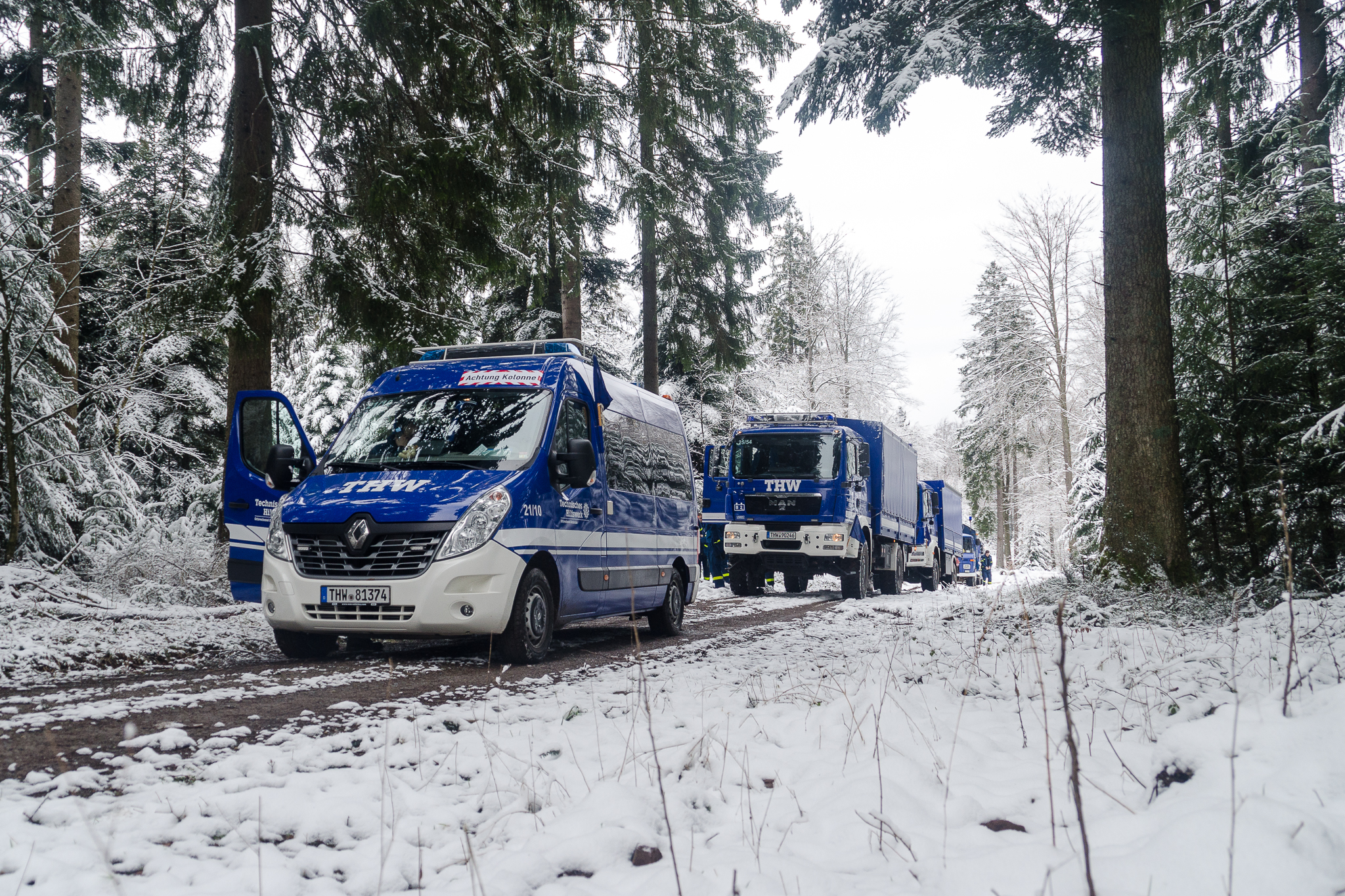
Motorisierter Marsch des THW im Nordschwarzwald

Eine Fahrt im geschlossenen Verband, in Österreich geschlossener Zug, ist eine Bewegung mehrerer Verkehrsteilnehmer eines Verbandes im öffentlichen Straßenverkehr. Neben Fußgängern und Radfahrern, die Verbände bilden können, ist die Fahrt mit Kraftfahrzeugen die häufigste Form dieses Verkehrs. Sie wird auch Kolonnenfahrt, Kraftfahrzeugmarsch beziehungsweise Motmarsch (motorisierter Marsch) genannt.
Für geschlossene Verbände gelten die für den gesamten Fahrverkehr einheitlich bestehenden Verkehrsregeln und Anordnungen sinngemäß. In Deutschland regeln § 27 und § 29 der Straßenverkehrs-Ordnung und die Verwaltungsvorschrift zur Straßenverkehrs-Ordnung die geschlossenen Verbände im Straßenverkehr. In Österreich gilt § 29 Straßenverkehrsordnung. In der Schweiz gilt die Verkehrsregelnverordnung (VRV, SR 741.11) Artikel 43 und 51.
Geschlossen ist ein Verband, wenn er für andere Verkehrsteilnehmer als solcher deutlich erkennbar ist. Eine Kolonne von Fahrzeugen gilt verkehrsrechtlich als ein Fahrzeug. So dürfen beispielsweise alle Fahrzeuge einer Kolonne eine Ampelkreuzung auch bei rotem Ampelsignal passieren, sofern das erste Fahrzeug die Ampel bei Grün passiert hat.
Geschlossene Verbände, Leichenzüge und Prozessionen in Deutschland müssen, wenn ihre Länge dies erfordert, in angemessenen Abständen Zwischenräume für den übrigen Verkehr frei lassen; an anderen Stellen darf dieser sie nicht unterbrechen (§ 27 Abs. 2 StVO). In der Schweiz werden Trauerzüge in der Regel nicht überholt.

## Verkehrsgruppen

### Kraftfahrzeuge

Nicht genormtes Hinweisschild auf einen Verband zur Anbringung am letzten Fahrzeug (Schließender)

Kraftfahrzeugverbände stellen eine übermäßige Straßennutzung dar, private oder kommerzielle Nutzung des Kolonnenrechts bedarf stets der Genehmigung durch die zuständigen Straßenverkehrsbehörden.
Verbände müssen erstens einheitlich gekennzeichnet und zweitens durch ihr Verkehrsverhalten als geschlossene Einheit wahrnehmbar sein. Sie werden sodann rechtlich wie ein einzelnes Fahrzeug behandelt. Innerorts „müssen die Verbandsfahrzeuge dicht aufgeschlossen fahren, das heißt, sie können und müssen so geringe Abstände einhalten, dass sie die Sicherheitsabstände gerade erreichen oder nur geringfügig überschreiten“. Gegenüber allen anderen Verkehrsteilnehmern wird ein sogenanntes Kolonnenvorrecht wirksam, wenn das führende Fahrzeug entsprechend berechtigt war. Dieses Vorrecht gilt bei rechts vor links, Verkehrsampeln und Verkehrsregelungen durch Verkehrszeichen. Daraus folgt unter anderem, dass bei berechtigter Einfahrt des Führungsfahrzeugs alle dem Verband zugehörigen Fahrzeuge Kreuzungen und Einmündungen passieren dürfen, auch wenn zwischenzeitlich ein ansonsten bevorrechtigtes Fahrzeug auftaucht. Das Unterbrechen eines geschlossenen Verbands ist, außer an aufgrund der Länge des Verbandes eigens für den übrigen Verkehr gelassenen Zwischenräumen, nicht erlaubt (§ 27 Abs. 2 StVO).
Die Straßenverkehrsordnung trifft keine Aussage darüber, wie die einheitliche Kennzeichnung auszusehen hat. Die Straßenverkehrsbehörde kann aber im Rahmen der Genehmigung Auflagen zur Kennzeichnung erteilen.
Die Genehmigungspflicht entfällt für Verbände von bis zu 30 Fahrzeugen, wenn dies zur Erfüllung hoheitlicher Aufgaben (durch Feuerwehr, Polizei, THW usw.) dringend geboten ist.
Bei den meisten Behörden und Organisationen mit Sicherheitsaufgaben (Katastrophenschutz), der Polizei und der Bundeswehr werden Marschverbände durch viereckige Flaggen ausgewiesen, die an der linken Fahrzeugfront angebracht sind. Basis dieser Kennzeichnung ist die NATO-Vereinbarung STANAG 2154: Regulations for Military Motor Vehicle Movement by Road.
NATO-einheitlich wird ein militärischer Verband so gekennzeichnet:
| Farbe                         | Verwendung |
| ----------------------------- | --- |
| Schwarz-Weiß diagonal geteilt | Verbandsführer, der nicht fest in der Kolonne fährt                                                                                       |
| Blau                          | Erstes bis vorletztes Fahrzeug des Verbandes                                                                                              |
| Grün                          | Letztes Fahrzeug im Verband |
| Gelb                          | Defektes/beschädigtes Fahrzeug |
| Rot                           | Fahrzeug, von dem erhöhte Gefahr ausgeht. (Zum Beispiel beim Abschleppen oder wenn eine besonders hohe Menge Kraftstoff mitgeführt wird.) |

Sämtliche Fahrzeuge fahren dabei – auch am Tage – mit Fahrtlicht (Abblendlicht).
Die Kennzeichnung als geschlossener Verband ist nicht in allen NATO-Ländern mit speziellen Rechten verbunden: Belgien, Großbritannien, Dänemark, Türkei, USA kennen keine speziellen Rechte für Kolonnen. Alle Länder, in denen die Kolonne nicht unterbrochen werden darf, machen Auflagen über STANAG 2154 hinaus.
In Deutschland besteht diese zusätzliche Auflage für NATO-Kolonnen daraus, dass nicht nur das erste Fahrzeug die blaue Flagge führt, sondern alle Kolonnenteilnehmer außer dem letzten (bereits grün beflaggten) die blaue Flagge zu zeigen haben. Auf diese Weise werden das internationale STANAG 2154 und die Forderung der deutschen StVO nach einheitlicher Kennzeichnung verbunden. Die deutsche Zusatzanforderung kann mittels des normalen, immer vorhandenen Flaggensatzes jedes NATO-Fahrzeugs erfüllt werden.
In Italien und Norwegen sind stattdessen spezielle Anfangs- und Schlussschilder erforderlich, Griechenland verlangt vorn und hinten zusätzlich eine blaue beziehungsweise grüne Leuchte, und die Niederlande erwarten von einem NATO-Verband alles: Durchgehende Beflaggung wie in Deutschland, farbige Leuchten wie in Griechenland (jedoch an allen Fahrzeugen), und das erste Fahrzeug muss die blaue Flagge rechts und links führen.
Die aus STANAG 2154 und nationaler Vorgabe entstandene Bundeswehr-Vorschrift wird in Deutschland auch von Polizei, Feuerwehr und Hilfsorganisationen angewandt – entweder weil eine organisationsinterne Vorschrift es verlangt (THW) oder weil ein einheitliches Vorgehen auch vorschriftenfrei als sinnvoll eingeschätzt wird (kommunale Feuerwehren).
Zur besseren Warnung des übrigen Verkehrs darf ein damit ausgestatteter Verband in Deutschland zusätzlich blaues Blinklicht führen (§ 38 Abs. 2 StVO), was insbesondere beim Fahren nachfolgender Fahrzeuge gegen Rotlicht die Aufmerksamkeit anderer Verkehrsteilnehmer erhöht. Einige Feuerwehren und Hilfsorganisationen haben zeitweise versucht, nur die Leuchten und überhaupt keine Flaggen mehr zu verwenden. Angesichts der intensiven Einwirkung moderner LED-Doppelblitzleuchten auf die Augen nachfolgender Fahrer ist diese Vorgehensweise auf Langstrecken nicht frei von Nachteilen.
Eine Kolonne kann Sonderrechte nach § 35 StVO und gegebenenfalls Wegerechte nach § 38 StVO in Anspruch nehmen, wenn sie von einer in diesem Paragraphen aufgeführten Behörde oder Organisation gestellt wird und die entsprechende Notwendigkeit beziehungsweise höchste Eile gegeben ist. Die Regelungen für Verbände nach § 27 StVO spielen keine Rolle mehr, sobald das Folgetonhorn eingeschaltet ist.
Der Kraftfahrzeugmarsch soll sicherstellen, dass Einsatzformationen mit Personal, Fahrzeugen und Gerät zu einer festgelegten Zeit an einem festgelegten Ort ankommen und tätig werden können. Alle Fahrzeuge bilden zusammen den Marschverband und zählen sozusagen als ein Fahrzeug. Sie unterstehen einer einheitlichen Führung und einer einheitlichen Kennzeichnung.
Eine Verkehrssicherung ist insbesondere an Kreuzungen, Straßengabelungen, Fahrbahnverengungen, Autobahnauffahrten und bei haltenden Kolonnen nötig. Erfolgt diese nicht durch Polizei, werden häufig Verkehrssicherungsposten eingesetzt. Diese weisen andere Verkehrsteilnehmer auf die Gefahr hin, haben jedoch keine polizeilichen Regelungs- oder Weisungsbefugnis. Zu ihrer Ausstattung gehören meist Warnweste und Winkerkelle.
Obwohl die Marschgeschwindigkeit mit 30 bis 70 km/h relativ gering ist, kann die Gesamtfahrzeit durch bessere Organisation, wie gemeinsame Abmarschpunkte, Streckenauswahl und gemeinsame Haltepunkte mit dem erforderlichen Nachschub, reduziert werden.

### Radfahrer
Mehr als 15 Radfahrer dürfen nach § 27 StVO einen geschlossenen Verband bilden. Dann dürfen sie zu zweit nebeneinander auf der Fahrbahn fahren. Für kleinere Gruppen legt § 2 Absatz 4 der StVO fest: „Mit Fahrrädern darf nebeneinander gefahren werden, wenn dadurch der Verkehr nicht behindert wird; anderenfalls muss einzeln hintereinander gefahren werden.“ Diesen Sachverhalt macht sich die Aktionsform Critical Mass zunutze. Auf für Radfahrer ungünstig gebauten Strecken ergibt sich so eine Möglichkeit, gemeinsam sicher auf der Fahrbahn zu fahren. In der Schweiz gelten bereits 10 Radfahrer als Gruppe. Hintereinanderfahrend ergibt sich so relativ schnell ein faktisches Überholverbot.

### Fußgänger

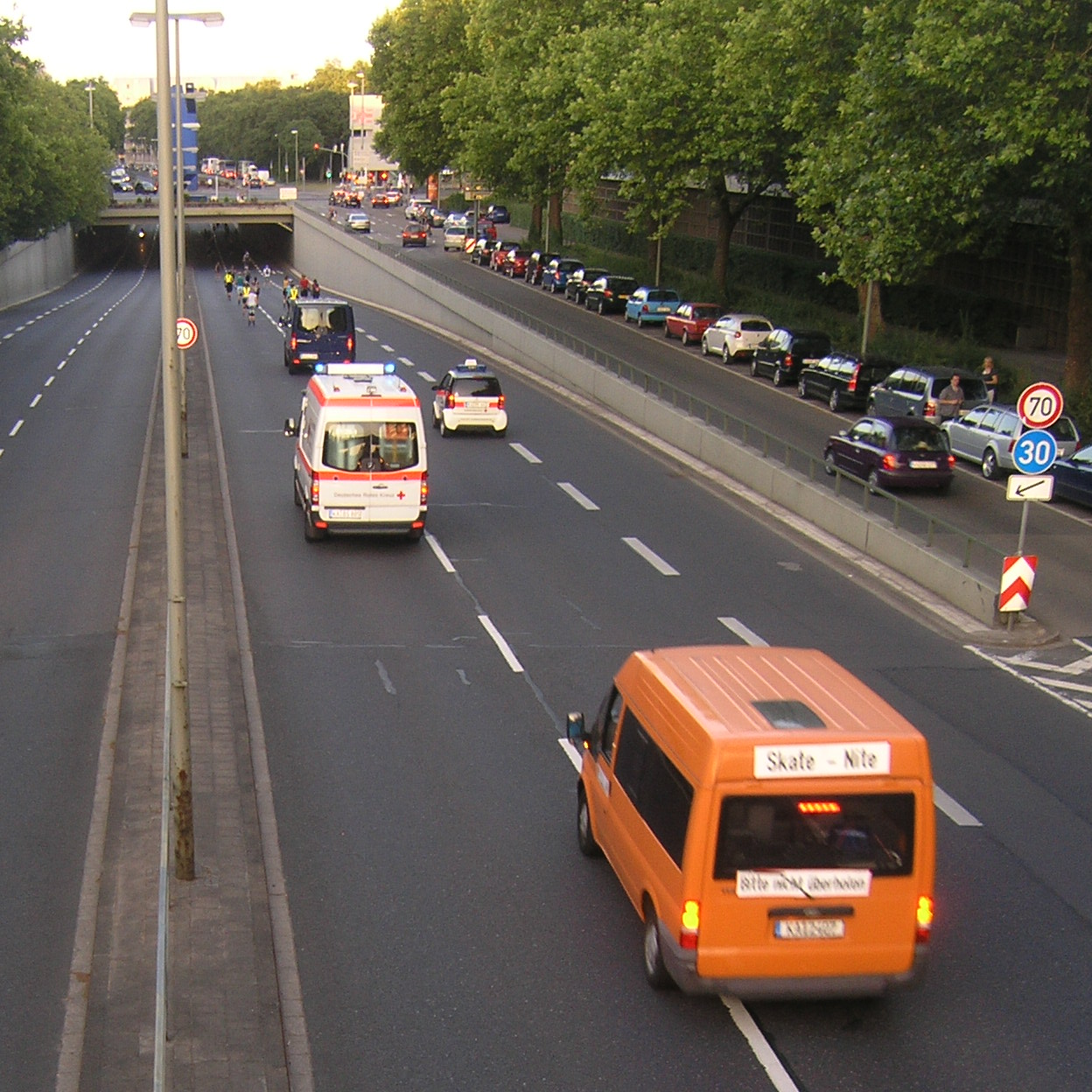
Einsatzfahrzeuge am Ende einer Gruppe von Rollsportlern in Karlsruhe

Kinder- und Jugendgruppen zu Fuß müssen, soweit möglich, die Gehwege benutzen. Abweichend von den (nur sinngemäß geltenden) allgemeinen Verkehrsregeln ist darauf hinzuwirken, dass zu Fuß marschierende Verbände, die nach links abbiegen wollen, sich nicht nach links einordnen, sondern bis zur Kreuzung oder Einmündung am rechten Fahrbahnrand geführt werden.
Leichenzügen und Prozessionen ist, soweit erforderlich, polizeiliche Begleitung zu gewähren. Gemeinsam mit den kirchlichen Stellen ist jeweils zu prüfen, wie sich die Inanspruchnahme stark befahrener Straßen einschränken lässt.
Die seitliche Begrenzung geschlossen reitender oder zu Fuß marschierender Verbände muss, wenn nötig (§ 17 Abs. 1 StVO), mindestens nach vorn durch nicht blendende Leuchten mit weißem Licht, nach hinten durch Leuchten mit rotem Licht oder gelbem Blinklicht kenntlich gemacht werden. Gliedert sich ein solcher Verband in mehrere deutlich voneinander getrennte Abteilungen, dann ist jede auf diese Weise zu sichern. Eigene Beleuchtung brauchen die Verbände nicht, wenn sie sonst ausreichend beleuchtet sind. Bedarf ein zu Fuß marschierender Verband einer eigenen Beleuchtung, ist darauf zu achten, dass die Flügelmänner des ersten und des letzten Gliedes auch dann Leuchten tragen, wenn ein Fahrzeug zum Schutze des Verbandes vorausfährt oder ihm folgt. Auf Brücken darf wegen der Gefahr für gefährliche Resonanzanregung des Tragwerks nicht im Gleichschritt marschiert werden.